# Josua Mettler
Josua Mettler (* 30. Juni 1998) ist ein Schweizer Skirennfahrer. Er startet hauptsächlich in den Disziplinen Abfahrt, Super-G und Riesenslalom. 2023 wurde er Gesamtsieger des alpinen Skieuropacups.

## Biografie
Josua Mettler stammt aus Unterwasser im Kanton St. Gallen und erlernte das Skifahren im Alter von drei Jahren. Er absolvierte das Sport-Gymnasium Davos und schloss dort die Lehre zum Kaufmann ab.
Im Januar 2016 bestritt Mettler sein erstes Europacup-Rennen, die ersten Punkte gewann er am 12. Dezember 2018 mit Platz 29 im Super-G von St. Moritz. Bei einem Training im Sommer 2020 zog er sich bei einem Sturz einen Schädelbruch, ein Schädel-Hirn-Trauma und eine Herzprellung zu. Dennoch konnte er sich danach im Europacup behaupten und sowohl in der Abfahrt als auch im Riesenslalom und im Super-G in die vorderen Ränge fahren. Am 4. April 2022 debütierte er deshalb im Weltcup. In der Saison 2022/23 gewann er im Europacup die Gesamt- sowie die Riesenslalomwertung.
Im Januar 2024 fuhr Mettler bei der Abfahrt von Wengen erstmals in die besten fünfzehn. Im norwegischen Kvitfjell erreichte er am 18. Februar 2024 mit dem 9. Platz sein bislang bestes Weltcup-Ergebnis.
Am 27. Dezember 2024 zog er sich im Abfahrtstraining in Bormio zwei Kreuzbandrisse in beiden Beinen zu und fällt somit zumindest für die restliche Saison aus.

## Erfolge

### Weltcup
- 1 Platzierung unter den besten zehn

### Weltcupwertungen
| Saison  | Gesamt | Gesamt | Abfahrt | Abfahrt |
| Saison  | Platz  | Punkte | Platz   | Punkte  |
| ------- | ------ | ------ | ------- | ------- |
| 2022/23 | 142.   | 11     | 51.     | 11      |
| 2023/24 | 95.    | 45     | 37.     | 45      |

### Juniorenweltmeisterschaften
- Val di Fassa 2019: 5. Abfahrt, 13. Super-G, 14. Alpine Kombination, DNF Riesenslalom, DNF Slalom

### Europacup
- Saison 2021/22: 4. Gesamtwertung, 4. Abfahrtswertung
- Saison 2022/23: 1. Gesamtwertung, 1. Riesenslalomwertung
- 8 Podestplätze, davon 4 Siege:

| Datum             | Ort            | Land       | Disziplin    |
| ----------------- | -------------- | ---------- | ------------ |
| 19. Januar 2021   | Zinal          | Schweiz    | Super-G      |
| 12. Dezember 2021 | Santa Caterina | Italien    | Abfahrt      |
| 1. Dezember 2022  | Gurgl          | Österreich | Riesenslalom |
| 6. Dezember 2022  | Santa Caterina | Italien    | Super-G      |

### Weitere Erfolge
- 7 Siege bei FIS-Rennen
- Ein Schweizer Meistertitel (Super-G 2020)